# Амністія (фільм)
«Амністія» — радянський художній фільм 1980 року, знятий кіностудією «Білорусьфільм».

## Сюжет
Керівництво великої фабрики дитячих іграшок готується до святкування 50-річчя свого підприємства. Напередодні офіційних урочистостей відбувається надзвичайна подія, винуватцем якої виявляється місцевий слюсар — п'яничка і бешкетник Соловейчик. Начальство, щоб не заплямувати репутацію заводу і не псувати собі нерви напередодні ювілею, вирішує зам'яти скандал. Горе-слюсар, який волею випадку уникнув покарання, відчуває свою силу і починає шантажувати колектив фабрики. Керівництво готове надати Соловейчику безкоштовну путівку в Сочі, тільки б не виносити сміття з хати…

## У ролях
- Георгій Бурков — Семен Соловейчик, працівник фабрики іграшок, п'яничка, бешкетник і кляузник
- Ролан Биков — Іван Петрович Кічкайло, голова місцевкому
- Олена Санаєва — Рагнеда Іванівна Божешуткова, заступник директора фабрики іграшок
- Іван Рижов — Яків Хомич, директор фабрики іграшок
- Олена Козлітіна — Тетяна Дрозд, головний художник фабрики іграшок
- Віктор Іллічов — Андрій Єгорович Таратута, художник на фабриці іграшок
- Тетяна Ухарова — Зойка Гусельникова, член місцевкому
- Леонід Крюк — Кузьма Хотеньчик, член місцевкому
- Тамара Муженко — Степанида Молчан, член місцевкому
- Галина Орлова — Ягідка, перевіряюча з міністерства
- Микола Єременко — начальник міліції
- Валерій Філатов — Лопатка, старшина міліції
- Федір Нікітін — Секержицький, зять потерпілого
- Світлана Михалькова — Можейко, свідок з пляжу
- Едуард Гарячий — лікар психіатричної лікарні
- Світлана Турова — секретар директора фабрики іграшок
- Борис Владомирський — Микола з гастроному навпроти, приятель Соловейчика
- Ростислав Шмирьов — робітник фабрики іграшок
- Олександр Кашперов — робітник фабрики іграшок
- Юрій Галкін — епізод
- Микола Смирнов — працівник фабрики іграшок
- Георгій Марчук — потерпілий

## Знімальна група
- Режисер — Валерій Пономарьов
- Сценарист — Микола Матуковський
- Оператор — Анастасія Суханова
- Композитор — Євген Глєбов
- Художник — Алім Матвейчук